# Johann Hille
Johann Hille (* 8. Dezember 1890 in Schalkholz (Tellingstedt); † 6. Oktober 1965 ebenda) war ein deutscher SS-Hauptscharführer und Leiter der Außenlager Bremen-Hindenburgkaserne und Stuhr-Obernheide des KZ Neuengamme. Nach dem Krieg wurde er wegen humaner Behandlung der Gefangenen von einem britischen Militärgericht freigesprochen.

## Leben
Hille war einfacher Arbeiter, verheiratet und hatte einen Sohn, Klaus Johann Hille, geboren am 3. Februar 1927. Zum 1. Juni 1929 trat er der NSDAP bei (Mitgliedsnummer 133.896), trat im Dezember 1930 wieder aus und zum 1. März 1932 erneut wieder ein. Nach der Machtergreifung Hitlers trat Hille 1933 in die SA ein und wechselte dann zur SS. 1941 wurde er Mitglied der Wachmannschaft des KZ Neuengamme und am 1. November 1943 zum Hauptscharführer befördert. Von August bis November 1943 leitete er das Außenlager Kaland in Lüneburg. Mitte September 1944 löste er Peter Pittmann als Kommandanten des Frauenaußenlagers Bremen-Hindenburgkaserne ab.
Einige inhaftierte Frauen berichteten über seine Lagerführung:

„Im September 1944 löst Hille Pittmann in der
Hindenburg-Kaserne ab. Seitdem ist er unser Kommandant. Hille ist ruhig und besonnen. Er nutzt den Spielraum, den er in einem Außenlager hat und verhindert Brutalitäten, die in anderen Lagern Gang und gäbe sind. Über den Ausgang des Krieges und das Nazi-Regime macht er sich offenbar keine Illusionen mehr. (…) Hille hat Respekt vor Gertrud Heise, der SS-Oberaufseherin. Er fürchtet ihre Brutalität und ihren Fanatismus. Sie könnte ihn wegen lascher Führung in Neuengamme melden. Viel Schlimmes passiert hinter Hilles Rücken oder wenn er nicht im Lager ist. Vor allem zeichnet dafür Othmar Pfarrkircher verantwortlich. Er ist ein junger, scharfer SS-Mann.“

Von anderen Zeitzeugen wurde seine Lagerführung ebenfalls als „mild“ beschrieben. 1945 half er bei der Entbindung von zwei Kindern und stellte den beiden Müttern und ihren Säuglingen einen eigenen Raum zur Säuglingspflege zur Verfügung. Die Aufseherin Gertrud Heise, die im Bergen-Belsen-Prozess zu einer mehrjährigen Haftstrafe verurteilt wurde, meldete jedoch die Geburten, woraufhin die Kinder in das KZ Bergen-Belsen deportiert wurden und dort verhungerten. Als die Hindenburgkaserne bombardiert wurde, rettete er einige Frauen und verbrachte sie in das jetzt von ihm geleitete Außenlager Stuhr-Obernheide.
Nach Kriegsende kehrte Johann Hille in sein Haus in Schalkholz zurück. Ein britisches Militärgericht in Celle sprach ihn von der Anklage wegen Verbrechen im Außenlager Obernheide frei, da Zeuginnen ihm die weitestgehend humane Behandlung der inhaftierten Frauen bescheinigt hatten. Hille betrieb in Schalkholz bis zu seinem Tod im Oktober 1965 ein Unternehmen im Kiesgewerbe.